# Аманда Хокинг
Аманда Хокинг (на английски: Amanda Hocking) е американска писателка на бестселъри в жанра фентъзи, хорър и паранормален любовен роман.

## Биография и творчество
Аманда Елизабет Хокинг е родена на 12 юли 1984 г. в Остин, Минесота, САЩ. След дипломирането си работи като медицинска сестра. Заедно с работата си започва да пише фентъзи. През 2009 г. завършва първия си ръкопис и в продължение на година неуспешно търси издател. Тогава решава за рождения си ден да го публикува като електронна книга в платформата за самостоятелни издания „Амазон Киндъл“ на много ниска цена.
Първият ѝ фентъзи роман „Подменена“ от поредицата „Трил“ е публикуван през 2010 г. Главната приказна героиня, 17-годишната Уенди, открива свръхестествените си способности и навлиза в света на магия, мистерия и романтика. Книгата много бързо става бестселър, продаден в стотици хиляди екземпляри, и носи на авторката значителна печалба и известност. През 2011 г. по романите от поредицата е направен филмът „Trylle“ с участието на Хедър Ан Дейвис и Коди Грифис.
Още след първия месец от първата си публикация тя напуска работата си и се посвещава на писателската си кариера. Става един от авторите продали над един милион екземпляри през „Амазон“ и през 2011 г. подписва договор с издателство за хонорар от 2 милиона долара.
Аманда Хокинг живее със семейството си в Рочестър, Минесота.

## Произведения

### Самостоятелни романи
- Virtue (2011)[1][2]
- Freeks (2017)
- Bestow the Darkness (2021)

### Вселената на Трил

#### Серия „Трил“ (Trylle)
1. Switched (2010)[1][2]
Подменена, изд.“ Пергамент Прес“, София (2013), прев. Станимир Йотов
2. Torn (2010)
Разкъсана, изд.“ Пергамент Прес“, София (2014), прев. Станимир Йотов
3. Ascend (2011)
Въздигната, изд.“ Пергамент Прес“, София (2014), прев. Станимир Йотов

#### Серия „Хрониките на Канин“ (Kanin Chronicles)
1. Frostfire (2015)[1][1][2]
2. Ice Kissed (2015)
3. Crystal Kingdom (2015)
4. Hidden Kingdom (2017)

#### Серия „Произходът на Омте“ (The Omte Origins)
1. The Lost City (2020)[1][2]
2. The Morning Flower (2020)
3. The Ever After (2021)

### Серия „Моята кръвна линия“ (My Blood Approves)
1. My Blood Approves (2010)[1][2]
2. Fate (2010)
3. Flutter (2010)
4. Wisdom (2010)
5. Swear (2013)

#### Съпътстващи издания
- Letters to Elise (2010)

### Серия „Холоу“ (Hollows)
1. Hollowland (2010)[1][2]
2. Hollowmen (2011)

### Серия „Водна песен“ (Watersong)
1. Wake (2012)[1][2]
2. Lullaby (2012)
3. Tidal (2013)
4. Elegy (2013)

#### Съпътстващи издания
- Forgotten Lyrics (2012)

### Серия „Валкирия“ (Valkyrie)
1. Between the Blade and the Heart (2018)[1][2]
2. From the Earth to the Shadows (2018)

### Участие в общи серии с други писатели

#### Серия „Неизбежно“ (Inevitable) – с Джейсън Летс
1. Inevitable (2011)
от серията има още 2 романа от Джейсън Летс

### Сборници
- Dark Tomorrows (2011) – с Майкъл Крейн, Джоел Арнолд, Робърт Дюпер, Вики Кири и Даниел Пайл[1]
- Grim (2014) – с Елън Хопкинс, Кристин Джонсън и Джули Кагава

### Разкази
- The Vitra Attacks (2011)[1]
- Ever After (2012)
- The Pink: A Grimm Story (2014)
- Frostfire (2015)

### Екранизации
- 2011 Trylle
- 2012 Watersong